# Maksim Batov
Maksim Sergeevič Batov (in russo Максим Сергеевич Батов?; Perm', 5 giugno 1992) è un calciatore russo, centrocampista dell'Il'par Il'inskij.

## Carriera
Ha giocato nella massima serie russa.